# Fogarasi Pap József
Fogarasi Pap József (Szászváros, 1744. augusztus 26. – Marosvásárhely, 1784. december 17.) bölcsészdoktor, református főiskolai tanár, költő.

## Élete
Fogarasi Pap Máté és Veres Sára fia (nagyapja Pap Mihály Fogaras városi polgár, családi neve tehát Pap volt és az eredet vagy származás megjelölése végett mind ő, mind utódai fölvették a Fogaras nevet) fia volt. Apja már 1745-ben meghalt és az árvát Abáts János aranyosgerendi pap vette gondjai alá. A nagyenyedi kollégiumban tanult kilenc évig héber-, görög- és latin nyelvet, archeológiát, közönséges és hazai történelmet, földrajzot, különösen pedig természettant és mennyiségtant, teológiát és filozófiát. 1768-ban retorika tanár (rhetorices praeceptor) volt. 1769-ben Teleki Sámuel gróf ajánlólevelével Svájcba ment és Baselben Bernouillitől hallgatta a filozófiát; innét a frankfurti, a groningeni, a franekeri egyetemre ment, végül Utrechtben telepedett le, ahol három évet töltött. Hahn és Henner tanárok bizalmát hamar megnyerte, Hahn fia nevelését is Fogarasira bízta. Több előkelő tanítványa között volt az indiai alkirály fia is, akit a tudományokban kiképezvén, az alkirály fényes jutalom mellett hívta meg Indiába tanárnak. 1774. június 7-én a tudományi szinódus végzése alapján Burmann Ferenc teológia doktor és professzor utrechti pap ünnepélyesen kikérdezte és vizsga után a szokásos szertartással (kéznek fejre tételével) fölavatta az evangélium hirdetésére, a papi hivatal folytatására. Augusztus 20-án Hennert a szép művészetek mesterévé és a bölcselet doktorává avatta. Ugyanazon év augusztusában feleségül vette Wibel Erzsébetet, Wibel holland ezredes leányát, aki kevés idő alatt megtanulta a magyar nyelvet is, hogy azt hiba nélkül beszélte. Öt év múlva hazájába visszatért és Szászvároson foglalt papi hivatalt, ahol szintén öt évet (1774–1779.) töltött. 1779-ben Marosvásárhelyre hívták meg a bölcselet és mennyiségtan tanárává és november 27-én beiktatták, évi fizetése 330 forint volt. II. József császár 1784. október 11-én a budai egyetemhez 1000 forint fizetéssel rendes tanárnak nevezte ki (ő volt az első református tanár az egyetemen). Még el sem foglalhatta tanári székét, mikor december 17-én meghalt Marosvásárhelyen. Szigethi síriratot készített emlékére, melyet Koncz közöl, Benkő József sírkőfeliratával együtt; Péczeli József is írt 22 sorból álló magyar rímes sírverset, mely a Magyar Hirmondó-ban (1785. 8. sz.) jelent meg. Tisztelői 1785-ben Kolozsváron nyomatott Charta funebris-t (oszlopírás) készítettek, melynek tartalmát szintén Koncz közli.

## Munkái
- Novae Martis et Veneris Syzygiae ac auspicatissimum perichelium. 1766. H. n. (Báró Kemény Zsigmond és gróf Teleki Julianna menyegzőjére irt latin és magyar versek.)
- Első pályaműve: Potestne naturae servator ex cognitis jam observationibus experimentis consectaria ad disquisitionem causarum hactenus incognitarum phenomenorum colligere? Vlissingae, 1775. (a flessingi tudós társaság pályakérdésére 1772-ben 30 arany értékű emlékpénzt nyert. Megjelent a Seelandi Flessing társaság Commentárjának II. köt. 118–318. l.)
- Második pályaműve: Sitne sensus aliquis homini innatus, quo dirigatur ad dignoscendum et inppellatur ad faciendum donum morale? Lugd. Batav., 1774. (Ezzel 1773-ban második jutalmat nyert, a mennyiben a koszorúzott értekezések sorába felvétetett: Commentarii 265–300. l.)
- Dissertatio philosophica inauguralis de natura aeternitatis successionis experte, et duratione rerum successiva initium necessario habente… Trajecti ad Rh., 1774.
- Harmadik pályaműve, melyet 1778-ban készített a berlini kir. tudom. és szépműv. akadémia e kitűzött pályakérdésére: Dans toute la nature on observ des effets: il y a des forces. En conséquence on demande: Quelle est la notion distincte de cette force primitive et substantielle, qui lorsqu'elle est déterminée produit ľeffet? ou en ďautres termes: quel est le fundamentum virium?… (Ezzel nyerte el az 50 arany értékű emlékpénzt; megjelent latinúl Berlinben.)
- Egy tanult orvos doktor, ugymint Tek. Tiszt. Bruz László úr… csudálatos bágyadásának és abból egy nemes Liliomszál, ugymint Tek., Ns. Száraz Mária leány-asszony által lett kivánatos meggyógyulásának rövid historiája: melyet együgyűen leirt az említett doctor urnak egy tisztelője és barátja. Szeben, 1778. (Menyegzői vers.)
- Minden asszonyi nemet megékesítő keresztyéni igaz virtusoknak egy tökéletes példája… széki Teleki Eszter, gróf Toroczkai Zsigmond élete párja, kinek kegyességéhez szabott életét és ahhoz hasonló halálát együgyűen, de igazán leirta… 1778. Kolozsvár, 1779. (Gyászvers.)
- Negyedik pályaműve 1780. a leideniektől kitűzött e kérdésre: Possitne unitas dei ex sola ratione demonstrari? Fueruntne populi vel philosophi, qui ad ejus cognitionem absque ullo revelationis alicujus auxilio pervenerunt? Lugd. Batav., 1780. (A második jutalmat nyerte.)
- Ötödik pályaműve 1781. a harlemi Teyleriana theol. társaság e kérdésére: Potestne demonstrari, dari providentiam specialem a generali, qua deus secundum leges generales hunc mundum administrat, distinctam? Si ita, possuntne certi proferri characteres, quorum ope effecta specialis providentiae ab illis generalis providentiae effectibus distingui queant? Harlem, 1782. (E művével a második jutalmat, az ezüst emlékpénzt nyerte; a munka holland nyelvre lefordítva kiadatott más négy, ugyanazon kérdésre irt értekezéssel együtt 45–136. l.)
- Hatodik pályaműve 1782-ben ugyanazon harlemi Teyleriana társaság e kérdésére: Quae est natura moralis libertatis? et quomodo omnium optime demonstrari possit, nos esse entia moralia libere agentia? (Ezen értekezés 80 holland arany értékű emlékpénzt nyert és nemcsak latin, hanem holland nyelven is kiadatott. Harlem.)
- Hetedik pályaműve 1782-ben hasonlóan harlemi, de más tudományos társulat e feladványára: Quaenam analogiae sunt fundamenta et signa? Quomodo philosphum ad explorandas phisicas et morales veritas ea ut oporteat? Harlem, 1783. (24 hollandi arany értékű emlékpénzt nyert és a társaság Commentárjában jelent meg latin és holland nyelven.)
- Nyolcadik pályaműve, 1872-ben a leideni akadémián a Stolpianum legatum gondnokai által kitűzött e kérdésre: Demonstretur, nullum esse in Ethica Christiana praeceptum, quo vel singuli cives in commodis suis sequendis et principes in republica secundum verae politicae leges administranda impediantur. Harlem, 1782. (243–320. l. Dicséretet nyert.)
- Kilencedik pályaműve 1783-ban a Stolpianum legatum kezelői e kérdésére: Qua ratione optime demonstrari possit, non esse contra naturam dei perfectissimum effecisse mundum in quo mala insunt? Harlem, 1783. (Más három pályázati értekezéssel az 1–118. l. Mint legjobb pályamű az 50 arany értékű érmet nyerte.)
- Tizedik pályaműve 1784-ben a harlemi Teyleriana társaságtól kitűzött kérdésre; Utrum solidus aliquis philosophus sufficiat ad subruendam religionem revelatam; aut vero contra ipse verus possit esse christianus. (Ezen értekezését halála előtt három évvel küldötte el Hollandiába, mikor megbiráltatott, már a szerző meghalt. Vajjon megjelent-e? nem bizonyos.)

Tizenegyedik pályaművét a berlini királyi tudományos akadémia e kérdésére: Qua ratione optime superstitio ex animis hominum exstirpari potest, már nem végezhette be.
Kézirata egykorú másolatban: Excerptum ex praelectionibus physicis… Tom. posterior: Elementa philos. natur. 1772.